# Mame Bineta Sané
Mame Bineta Sané (* 2000 im Senegal) ist eine senegalesische Laiendarstellerin.

## Leben
Sané wuchs mit fünf älteren Geschwistern in Thiaroye sur Mer, einem Vorort von Dakar, auf. Sie erhielt keine geregelte Schulbildung, träumte jedoch davon, Model zu werden. Sané begann eine Schneiderlehre. Im Januar 2018 wurde sie auf der Straße von Thiaroye von Regisseurin Mati Diop entdeckt, die nach einer Hauptdarstellerin für ihr Langfilmregiedebüt Atlantique suchte. Sané hatte zu der Zeit keine Schauspielerfahrung und noch nie ein Kino betreten.
Nach drei Workshops castete Diop Sané in der Hauptrolle der Ada. Die Dreharbeiten zu Atlantique dauerten rund sieben Wochen und fanden in Dakar statt. Sané, die nur Wolof spricht, wird in den Credits des Films unter dem Namen „Mama Sané“ gelistet. Für ihre Darstellung der Ada erhielt sie 2020 eine César-Nominierung als Beste Nachwuchsdarstellerin und wurde als Beste Nachwuchsdarstellerin für einen Prix Lumières nominiert.

## Filmografie
- 2019: Atlantique

## Auszeichnungen
- 2020: César-Nominierung, Beste Nachwuchsdarstellerin, für Atlantique
- 2020: Nominierung Prix Lumières, Beste Nachwuchsdarstellerin, für Atlantique
- 2020: Nominierung Black Reel Award, Beste Nachwuchsdarstellerin, für Atlantique